# Anna Sabbat
Anna Sabbat, z domu Sulik, ps. „Aniela” (ur. 5 lutego 1924 w Grodnie, zm. 28 kwietnia 2015 w Londynie) – polska działaczka emigracyjna w Wielkiej Brytanii, żona Kazimierza Sabbata, pierwsza dama.

## Życiorys
Jej rodzicami byli Aniela z Tarasiewiczów (1895–1963) i Nikodem Sulik (1893–1954). Razem z siostrami działała w środowisku polskiej emigracji w Wielkiej Brytanii. Natomiast ich brat Bolesław pracował jako dziennikarz.
Podczas II wojny światowej i trwającej okupacji niemieckiej działała w Armii Krajowej używając pseudonimu „Aniela”.
4 czerwca 1949 poślubiła Kazimierza Sabbata, z którym miała czworo dzieci: Annę (ur. 1950; która razem z mężem Andrzejem Świdlickim pracowała w Rozgłośni Polskiego Radia Wolna Europa w Monachium), Jolantę (ur. 1952), Alinę (ur. 1955) i Jana (1957). Od 1976 do 1986 jej mąż był premierem, a następnie – do nagłej śmierci w 1989 – prezydentem. Na emigracji działał na polach: społecznym, charytatywnym, niepodległościowym oraz na rzecz ZHP na obczyźnie. Anna towarzyszyła mężowi podczas podróży obejmującej odwiedziny polskich ośrodków w Stanach Zjednoczonych i w Australii w okresie od 26 sierpnia do 6 października 1988. Zasiadała w Radzie Narodowej Rzeczypospolitej Polskiej VII kadencji (1983–1988, wybrana w wyborach pośrednich w Londynie w 1983) i VIII kadencji (1989–1991, powołana przez Prezydenta RP Ryszarda Kaczorowskiego 16 sierpnia 1989, niespełna miesiąc po śmierci męża).
Postanowieniem Prezydenta RP Bronisława Komorowskiego z 4 marca 2014 została odznaczona Krzyżem Oficerskim Orderu Odrodzenia Polski na wniosek Ministra Spraw Zagranicznych, za wybitne zasługi dla niepodległości Polski, za działalność społeczną na rzecz polskiej emigracji w Wielkiej Brytanii, za wspieranie ruchu harcerskiego. Dekoracja tym odznaczeniem miała miejsce w tym samym miesiącu w ambasadzie RP w Londynie, podczas uroczystego spotkanie z okazji 90. urodzin Anny Sabbat.
Zmarła 28 kwietnia 2015 w Londynie. Została pochowana na cmentarzu Gunnersbury w Londynie, gdzie wcześniej spoczął jej mąż.